# Шварц, Лео
Лео Шварц (нем. Leo Schwarz, 9 октября 1931, Браунвайлер, Германия — 26 ноября 2018) — католический епископ, вспомогательный епископ епархии Трира с 4 января 1982 года по 14 марта 2006 год.

## Биография
Лео Шварц родился 9 октября 1931 года в Браунвайлере, Германия. После получения богословского образования Лео Шварц был рукоположён 31 июля 1960 года в священника.
4 января 1982 года Римский папа Иоанн Павел II назначил Лео Шварца титулярным епископом Аббир-Германицианы и вспомогательным епископом епархии Трира. 28 марта 1982 года состоялось рукоположение Лео Шварца в епископа.
14 марта 2006 года Лео Шварц вышел на пенсию.